# يوتو كازاما
يوتو كازاما (باليابانية: 風間 勇刀، بالروماجي: Kazama Yūto) (وُلِد في 30 سبتمبر 1970 في طوكيو)، هو مؤدي أصوات ياباني، عُرف بأداء صوت شخصية ياماتو (يامن) في أبطال الديجيتال ودور لوكاس في بوكيمون والعديد من الأعمال الأخرى.

## روابط خارجية
- يوتو كازاما على موقع IMDb (الإنجليزية)
- يوتو كازاما على موقع ميوزك برينز (الإنجليزية)
- يوتو كازاما على موقع قاعدة بيانات الفيلم (الإنجليزية)
- يوتو كازاما على موقع كينوبويسك (الروسية)
- يوتو كازاما على موقع ANN person (الإنجليزية)